# PSPP
Ne doit pas être confondu avec Paul St-Pierre Plamondon.
PSPP est un logiciel de statistiques utilisé pour l’analyse d’échantillons. C’est un logiciel libre, maintenu par le projet GNU, et distribué selon les termes de la licence publique générale GNU.

## Tests statistiques
Ce logiciel permet de réaliser différents tests d’hypothèse, parmi lesquels l’analyse de la variance, l’analyse factorielle, les tests non paramétriques (en), ou encore, le test de Student.

## Historique
Initialement dénommé Fiasco, ce paquet est développé dans le but de fournir une alternative libre au logiciel SPSS. Il conservera ce nom pour les toutes premières sorties. Il n’était pas distribué sous Windows et nécessitait alors une émulation de plateforme UNIX avec Cygwin pour fonctionner sur cette plateforme. Il existe une version Windows pleinement fonctionnelle depuis la fin des années 2000.

## SPSS
Il comprend une interface graphique similaire au logiciel SPSS, en plus d’une interface en ligne de commande.
Le langage utilisé par PSPP a pour but la complète compatibilité avec SPSS.